# Kanton Besse-sur-Issole
Kanton Besse-sur-Issole (fr. Canton de Besse-sur-Issole) je francouzský kanton v departementu Var v regionu Provence-Alpes-Côte d'Azur. Tvoří ho pět obcí.

## Obce kantonu
- Besse-sur-Issole
- Cabasse
- Flassans-sur-Issole
- Gonfaron
- Pignans